# Iriyama Anna
Iriyama Anna (入山杏奈 (Nhập Sơn Hạnh Nại) Iriyama Anna) sinh ngày 3 tháng 12 năm 1995 tại tỉnh Chiba, Nhật Bản là nữ ca sĩ kiêm diễn viên người Nhật Bản, cô là thành viên thế hệ thứ 10 nhóm nhạc nữ thần tượng Nhật Bản AKB48, hiện tại đang hoạt động ở Team A. Cô được đại diện bởi công ty quản lý tài năng Ohta Production. Cô tham gia phim truyền hình Like và sống ở Mexico từ 2018 đến 2019. Đến năm 2020, cô trở lại Nhật Bản để tiếp tục hoạt động cho AKB48, sau đó trở lại Mexico để tiếp tục hoạt động vào tháng 2/2021.

## Sự nghiệp
Iriyama Anna bắt đầu sự nghiệp trong làng giải trí vào tháng 3 năm 2010, khi vượt qua buổi thử giọng thế hệ thứ 10 cho vị trí thực tập sinh của nhóm AKB48. Cô ra mắt AKB48 vào tháng 6 khi bắt đầu biểu diễn tại Nhà hát AKB48
Cô tham gia cuộc tổng tuyển cử cùng năm đó, nhưng không xếp hạng. Vào tháng 7 năm 2011, cô được thăng cấp vào Team 4, trở thành thành viên chính thức của AKB48.
Vào ngày 17 tháng 12 năm 2011, Iriyama và 2 thành viên khác là Maeda Ami và Katō Rena tổ chức sự kiện ký tặng lớn tại Hồng Kông, với 6.000 người tham gia
Vào năm 2012, trong đĩa đơn "Manatsu no Sounds Good!" , Iriyama xuất hiện lần đầu tiên trong dàn senbatsu (lần đầu tiên cô được chọn tham gia bài hát A-side của một đĩa đơn cho nhóm). Mặc dù vậy, cô lại không xếp hạng trong cuộc tổng tuyển cử của AKB48 cùng năm.
Vào tháng 9, cô là thành viên của nhóm nhỏ Anrire cùng Kawaei Rina và Kato Rena. Vào ngày 17 tháng 10 năm 2012, Anrire phát hành đĩa đơn "Ikujinashi Masquerade" cùng với Sashihara Rino, đứng ở vị trí số 1 trong bảng xếp hạng đĩa đơn hàng tuần của Oricon Nhật Bản.
Vào tháng 4 năm 2013, Iriyama đạt điểm cao nhất trong Mechaike AKB Kimatsu Test, được tổ chức bởi chương trình truyền hình Mecha-Mecha Iketeru!. Trong cuộc tổng tuyển cử lần thứ 5, cô đứng thứ 30.
Năm 2014, Iriyama đóng vai chính đầu tiên trong loạt phim Kekkon Sasete Kudasai !! Episode 3 "Ai no Tomato" phát sóng từ ngày 26 đến 30/5. Vào tháng 4, Iriyama đóng vai chính trong phim Ao Oni, dựa trên trò chơi kinh dị cùng tên và được công chiếu rộng rãi tại Nhật Bản vào ngày 5/7. Trong cuộc tổng tuyển cử năm 2014 , cô đứng ở vị trí thứ 77 trong ngày đầu tiên và đứng thứ 20 chung cuộc với 34.002 phiếu bầu. Vào tháng 5/2014, trong sự kiện giao lưu với người hâm mộ ở thành phố Takizawa, tỉnh Iwate, 2 thành viên Kawaei Rina và Iriyama Anna cùng một nhân viên nam khác đã phải nhập viện khẩn cấp sau khi bị Satoru Umeta- một người đàn ông 24 tuổi cũng là một fan cuồng cầm cưa tấn công. Ngay sau đó, hung thủ đã bị cảnh sát bắt giữ để phục vụ điều tra. Rina bị thương nặng ở đầu, gãy ngón cái tay phải còn Anna bị đa chấn thương. Quản lý nhóm cho biết Rina và Anna đã được phẫu thuật thành công và có thể xuất viện vào 26/5, đồng thời cho biết không ai bị đe dọa đến tính mạng trong tai nạn này. Dù vậy, show diễn ở Tokyo cũng như các buổi giao lưu với người hâm mộ đều bị hủy bỏ, còn hung thủ Satoru Umeta đã bị kết án 6 năm tù.
Trong cuộc tổng tuyển cử năm 2016 , cô đứng thứ 18 với 36.894 phiếu bầu. Đó là vị trí cao nhất vào thời điểm đó. Iriyama phát hành cuốn sách ảnh đầu tiên Utsukushii Tsumi (美 し い 罪, The Beautiful Sin) vào ngày 22/3/2017.
Vào tháng 3/2018, có thông tin phim truyền hình LIKE của Mexico sẽ có sự tham gia diễn xuất của 1 thành viên AKB48. Thành viên được lựa chọn đó cũng sẽ rời Nhật Bản và du học tại Mexico trong vòng 1 năm. Sau đó vị trí này đã được công bố và Iriyama Anna sẽ đảm nhận công việc này. Cô đóng vai Kobayashi Keiko, cô gái Nhật Bản với quá khứ bí ẩn đến Mexico để theo học tại một trường danh giá và không nói được tiếng Anh hay tiếng Tây Ban Nha Lần xuất hiện cuối cùng của cô trước khi đến Mexico là vào ngày 1/4 tại Saitama Super Arena, và cô sẽ sống ở đó khoảng 1 năm
Vào ngày 11/4/2019, Iriyama ra mắt kênh YouTube riêng, với các video đầu tiên về du lịch khắp Mexico, cô nói tiếng Tây Ban Nha với phụ đề tiếng Nhật. Video đầu tiên , "¿QUIÉN ES ANNA?" (杏 奈 っ て 誰 ?, "Anna là ai?") là video giới thiệu bản thân, cùng quá trình đóng phim LIKE tại Mexico. Anna sau đó trở lại Mexico để tiếp tục hoạt động vào tháng 2/2021
Vào ngày 4/1/2022, cô thông báo sẽ tốt nghiệp AKB48 vào giữa tháng 3

## Danh sách đĩa nhạc

### AKB48 A-Sides
- Manatsu no Sounds Good!
- Sayonara Crawl
- Heart Ereki
- Labrador Retriever
- Kibouteki Refrain
- Green Flash
- High Tension

### AKB48 B-Sides
| - Fruits Snow (Chance no Junban) - Ougon Center (Sakura no Ki ni Narou) - Anti (Everyday, Katyusha) - Kimi no Senaka (Kaze wa Fuiteiru) - Tsubomitachi (Kaze wa Fuiteiru) - Hashire! Penguin (Ue Kara Mariko) - NEW SHIP (GIVE ME FIVE!) - Ano Hi no Fuurin (Gingham Check) - Tsugi no Season (UZA) - Kodoku na Hoshizora (UZA) - Eien Yori Tsuzuku You ni (Eien Pressure) - Watashitachi no Reason (Eien Pressure) - Ruby (So long!) | - Waiting Room (So long!) - Ikiru koto (Sayonara Crawl) - Ai no Imi wo Kangaete Mita (Koi Suru Fortune Cookie) - Kiss made Countdown (Heart Ereki) - Mosh & Dive (Kimi no Hohoemi wo Yume ni Miru) - Party is over (Kimi no Hohoemi wo Yume ni Miru) - Kinou Yori Motto Suki (Mae Shika Mukanee) - Kimi wa Kimagure (Labrador Retriever) - Dareka ga Nageta Ball (Kokoro no Placard) - Juujun na Slave (Kibouteki Refrain) - Majisuka Fight (Green Flash) - Haru no Hikari Chikadzuita Natsu (Green Flash) - Kimi no Dai-ni shou (Bokutachi wa Tatakawanai) |

### Đĩa đơn với Anrire
- "Ikujinashi Masquerade" (2012) - Sashihara Rino cùng Anrire

## Sự nghiệp điện ảnh

### Phim
- Ao Oni (青鬼) (2014)
- Ai Ai Gasa (2018)

### Phim truyền hình
| Năm  | Phim                                                                  | Kênh     | Vai diễn        | Chú thích                  |
| ---- | --------------------------------------------------------------------- | -------- | --------------- | -------------------------- |
| 2011 | Majisuka Gakuen 2 (マジすか学園2)                                     | NTV      | Anna            |                            |
| 2012 | Majisuka Gakuen 3 (マジすか学園3)                                     | TV Tokyo | Annin           |                            |
| 2015 | Majisuka Gakuen 4 (マジすか学園4)                                     | NTV      | Yoga            |                            |
| 2015 | Majisuka Gakuen 5 (マジすか学園5)                                     | NTV      | Yoga            |                            |
| 2016 | AKB Horror Night: Adrenaline Night (AKBホラーナイト アドレナリンの夜) | TV Asahi | Tomomi          | Tập 11 - Fax               |
| 2016 | AKB Love Night: Love Factory (AKBラブナイト 恋工場)                   | TV Asahi | Takane          | Tập 3 - Love of Rain Sound |
| 2016 | Crow's Blood                                                          | Hulu     | Nojiri Aoi      |                            |
| 2016 | Cabasuka Gakuen (キャバすか学園)                                      | NTV      | Yoga/Iruka      |                            |
| 2018 | Like                                                                  | Televisa | Keiko Kobayashi | Phim truyền hình Mexico    |
| 2020 | Iine! Hikaru Genji-kun                                                | NHK      | Fujiwara Shiori |                            |

### Video âm nhạc
| Năm  | Tên                                               | Đạo diển | Chú thích     |
| ---- | ------------------------------------------------- | -------- | ------------- |
| 2012 | "Ikujinashi Masquerade" (Kawaei Rina Center ver.) |          | [ 32 ] [ 33 ] |

## Sách ảnh
- Iriyama Anna Fāsuto shashin-shū Utsukushii Tsumi (入山杏奈ファースト写真集 美しい罪, Anna Iriyama's First Photobook: The Beautiful Sin) (2017)

## Quảng cáo
- Mythik × 入山杏奈[34]